# Inga Karamczakowa
Inga Aleksiejewna Karamczakowa (ros. Инга Алексеевна Карамчакова; ur. 29 kwietnia 1978) – rosyjska zapaśniczka walcząca w stylu wolnym. Zdobyła cztery medale na mistrzostwach świata, w tym srebrny w 2000 i 2002. Czterokrotna mistrzyni Europy w latach 1998 - 2002. Trzecia w Pucharze Świata w 2001 i czwarta w 2006. Mistrzyni świata juniorów w 1998, a wicemistrzyni Europy w 1997 roku.
Czterokrotna mistrzyni Rosji.
Jej siostry, Lidija, Tatiana i Natalja były również zapaśniczkami.